# Antun Dalmatin

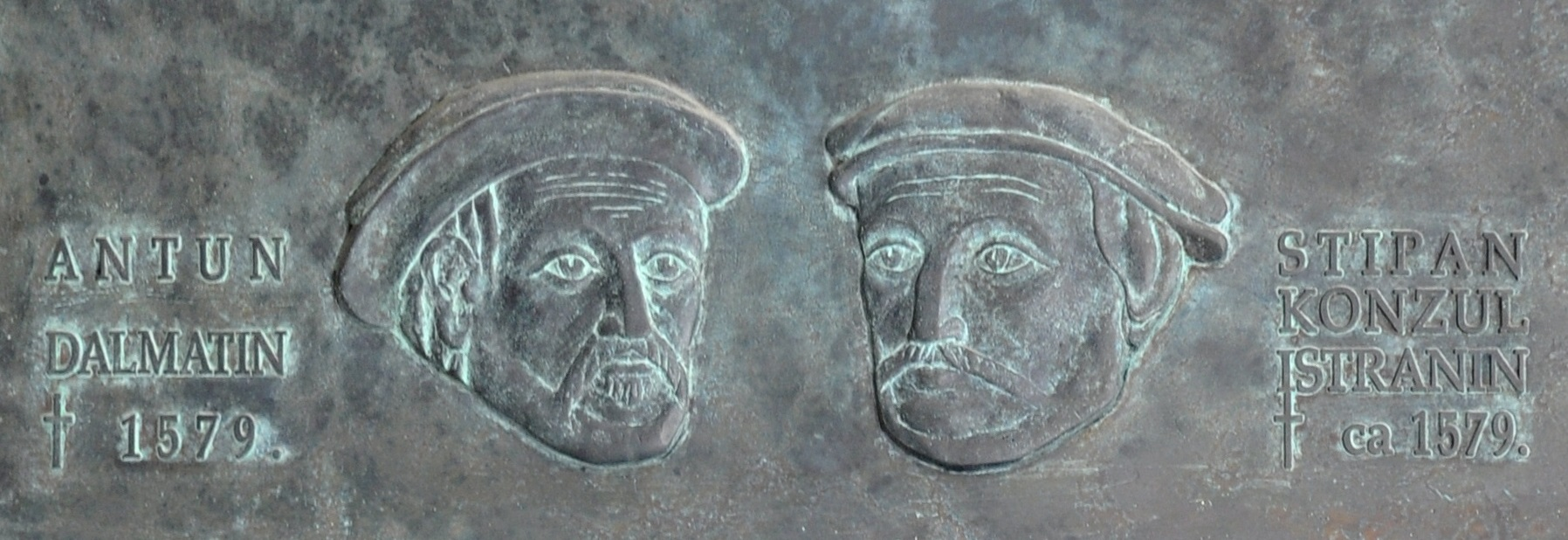
Antun Dalmatin und Stjepan Konzul Istranin, Gedenktafel im Stift Urach

Antun Aleksandrović Dalmatin (lateinisch Antonius Dalmata ab Alexandro) (* 16. Jahrhundert; † 1579) war ein kroatischer Übersetzer und Herausgeber theologischer Schriften des 16. Jahrhunderts.

## Biographie

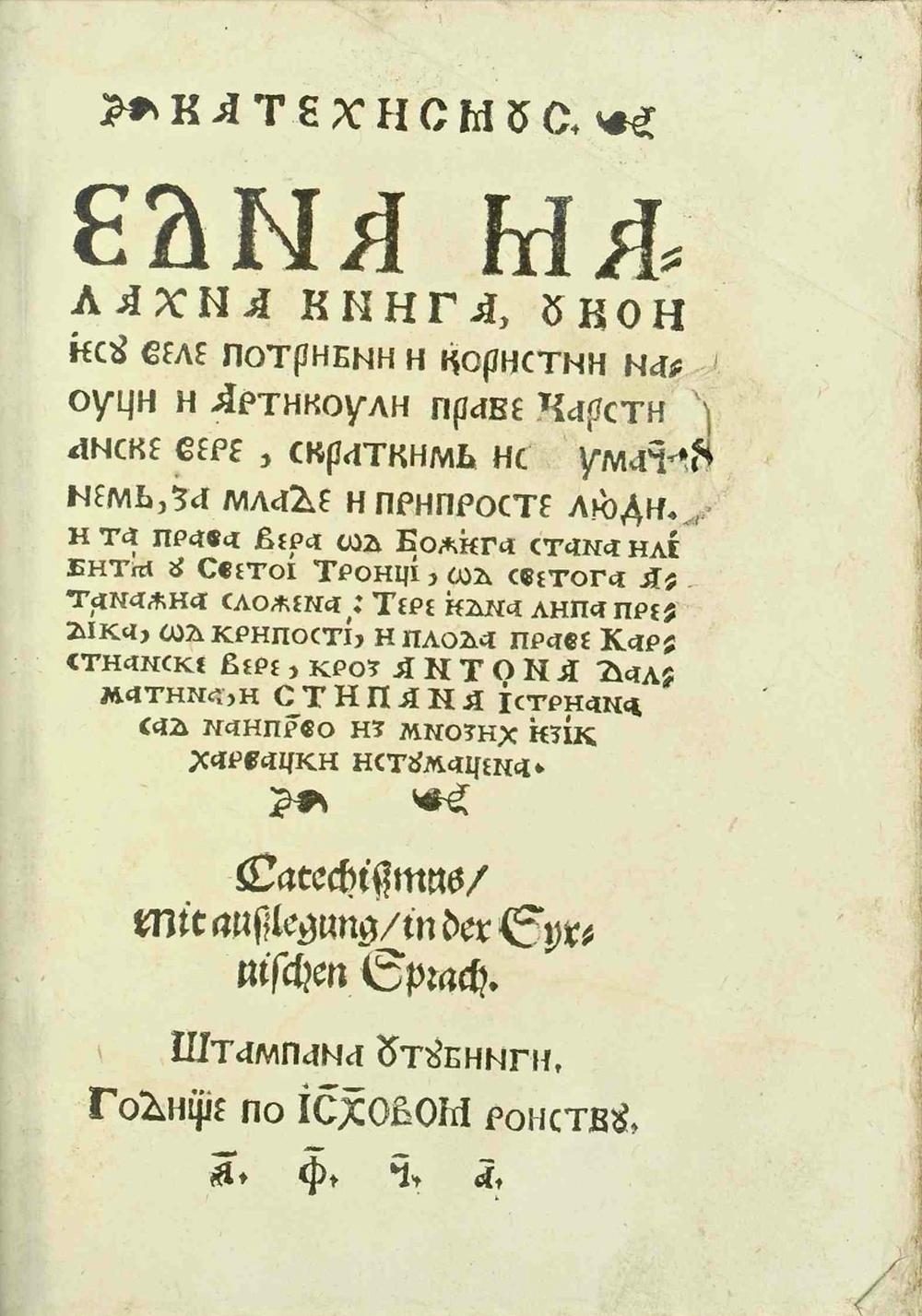
Luther-Katechismus in kyrillischer Schrift, 1561

Über Herkunft, Jugend und Ausbildung von Antun Dalmatin sind keine eindeutigen Informationen bekannt. Dem Namen nach stammte er aus Dalmatien.
Dalmatin war 1559 in Ljubljana im Umkreis von Primož Trubar als Übersetzer theologischer Texte tätig.
1561 folgte er gemeinsam mit Stjepan Konzul Istranin der Einladung von Trubar, sich in der Uracher Bibelanstalt an der Veröffentlichung protestantischer Bücher auf Slowenisch und Kroatisch zu beteiligen. Während Konzul Instranin für die Erstellung von Schriften mit glagolitischen Lettern zuständig war, verantwortete Dalmatin Texte in kyrillischer Schrift. Nach Schließung der Druckerei um 1565, wurde er 1568 in Regensburg aus Herausgeber genannt.
Antun Dalmatin druckte gemeinsam mit Istranin unter anderem  Tabla za dicu (1561) und das Neue Testament Kroatische Sprache (1562) und 1563.